# Galium cometerhizon
Galium cometerhizon är en måreväxtart som beskrevs av Philippe Picot de Lapeyrouse. Galium cometerhizon ingår i släktet måror, och familjen måreväxter. Inga underarter finns listade i Catalogue of Life.